# ムーブ・トゥ・ヘブン: 私は遺品整理士です
『ムーブ・トゥ・ヘブン: 私は遺品整理士です』（ムーブ・トゥ・ヘブン: わたしはいひんせいりしです、朝: 무브 투 헤븐: 나는 유품정리사입니다、英: Move to Heaven）は、2020年に制作、2021年に配信されたNetflixオリジナル・シリーズの韓国ドラマ。主演はイ・ジェフン、タン・ジュンサン。

## 概要
アスペルガー症候群のグル（タン・ジュンサン）とその叔父サング（イ・ジェフン）の物語。グルの父の死を通じて引き合わされた2人は、やがて故人の遺品を処分する商売を共に営むようになります。遺品整理士として働くうちに、グルとサングは様々な遺族の物語を発見し、人生、死、家族について複雑な感情や思いを経験していく。
本シリーズは、遺品整理を専門とするキム・セビョルによるノンフィクション・エッセイ『去ったあとに残された物たち』（原題『떠난 후에 남겨진 것들』）から着想を得ている。
監督を務めるのは、映画「犬どろぼう完全計画」の人道主義的なアプローチで知られるキム・ソンホ。脚本は「花より男子～Boys Over Flowers」「エンジェルアイズ」などのドラマを手掛けたユン・ジリョン。 
2020年3月から9月にかけて清州市一体で撮影された。
2021年、釜山国際映画祭内「第3回アジアコンテンツアワード」で「ベストクリエイティブ」（最優秀作品賞）、「ベストアクター」（最優秀俳優賞: イ・ジェフン）、「ベストライター」（最優秀脚本賞: ユン・ジリョン）の三冠を達成するなどの高い評価を受けた。

## 出演
※括弧内は日本語吹替
- チョ・サング：イ・ジェフン（前野智昭[4]）

ムーブ・トゥ・ヘブン社の遺品整理士。
- ハン・グル：タン・ジュンサン（榎木淳弥[5]）

遺品整理士でサングの甥。先天的障害を持つ。
- ユン・ナム：ホン・スンヒ（吉岡茉祐[6]）

ハン・グルの隣人で友人。
- ユン・ヨンス：チョン・ソギョン

ユン・ナムの父、チキン店経営。
- オ・ミラン：チョン・ヨンジュ

ユン・ナムの母。
- ハン・ジョンウ：チ・ジニ

遺品整理士でグルの父。サングの兄。
- ユリム：チェ・スヨン[7]

社会福祉士。
- スチョル：イ・ジェウク

ボクサーでサングの弟子。
- ジュヨン：ユン・ジヘ

ソウル南部地方検察庁の検事。